# I remember you (YUI의 노래)
〈I Remember You〉(아이 리멤버 유)는 일본 가수 YUI의 여섯 번째 싱글이다. 2006년 9월 20일에 소니 레코드에서 발매되었다.

## 곡 목록
1. I Remember You
2. Cloudy
3. Good-bye Days ～Yui Acoustic Version～
4. I Remember You ～Instrumental～

## 차트 기록
오리콘 싱글 차트
| 차트                  | 최고 순위 | 총 판매량 |
| --------------------- | --------- | --------- |
| 오리콘 일일 싱글 차트 | 1위       |           |
| 오리콘 주간 싱글 차트 | 2위       | 65,241    |